# Jesper Jansson
Jesper Jansson (* 8. Januar 1971 in Växjö) ist ein schwedischer ehemaliger Fußballspieler. Der Abwehrspieler bestritt 1994 ein Länderspiel für die schwedische Nationalmannschaft, mittlerweile ist er als Sportfunktionär tätig.

## Werdegang

### Spielerkarriere in Schweden, Norwegen und Belgien
Jansson begann Mitte der 1970er Jahre mit dem Fußballspielen bei Braås GoIF. 1987 wechselte er in die Jugendabteilung des Östers IF, für den er im folgenden Jahr im Erwachsenenbereich debütierte. 1989 stieg er mit der Mannschaft in die Allsvenskan auf. Nachdem er mehrfach in Nachwuchsnationalmannschaften eingesetzt worden war, gehörte er zum Kader bei den Olympischen Spielen 1992. Nach zwei Kurzeinsätzen in der Gruppenphase als Einwechselspieler setzte ihn Auswahltrainer Nils Andersson im Viertelfinale gegen Australien in der Startformation ein, durch ein Tor von Mark Bosnich in der Nachspielzeit ging das Spiel jedoch verloren. Bis Ende 1993 bestritt er für seinen Klub 70 Erstligaspiele. Durch seine guten Leistungen hatte er sich einerseits für den mehrfachen Landesmeister AIK, zu dem er vor der Spielzeit 1994 wechselte, sowie für die Nationalelf empfohlen. So kam er im Februar 1994 vor Saisonbeginn zu seinem Länderspieldebüt, als die schwedische Auswahl in Miami die Nationalmannschaft der Vereinigten Staaten durch Tore von Henrik Larsson, Kennet Andersson und Mats Lilienberg mit einem 3:1-Erfolg besiegte.
Bei seinem neuen Klub avancierte Jansson direkt zum Stammspieler, so dass er vor seiner zweiten Spielzeit zum Mannschaftskapitän befördert wurde. Jedoch war die Spielzeit 1995 für ihn von Verletzungen überschattet, lediglich neun Spieleinsätze standen für ihn zu Buche. Anschließend kam er zum Streit mit dem Klub. Während dieser von einem Zweijahresvertrag ausging und ihn daher aussortierte war der Spieler von einem Vierjahresvertrag ausgegangen, bei dem nach zwei Jahren die Konditionen nachverhandelt werden sollten. Anschließend vereinbarte er einen Wechsel zum Erzrivalen Djurgårdens IF, mit dem er jedoch direkt aus der Allsvenskan abstieg.
In der Folge versuchte sich Jansson im Ausland. Zunächst stand er beim norwegischen Klub Stabæk Fotball unter Vertrag, für den er zweieinhalb Spielzeiten in der Tippeligaen auflief. 1998 holte er mit dem Klub den norwegischen Landespokal. Im Sommer 1999 wechselte er nach Belgien zum KRC Genk, kehrte aber im September 2000 nach Schweden zu Helsingborgs IF zurück. Mit dem amtierenden Meister trat er an der Seite von Rade Prica, Roland Nilsson, Jozo Matovac und Hans Eklund in der Champions League 2000/01 an, scheiterte aber in der Gruppenphase am FC Bayern München, Paris Saint-Germain und Rosenborg Trondheim. Zwar wurde er mit dem Klub am Saisonende Vizemeister, Meister Halmstads BK hatte jedoch sechs Punkte Vorsprung. Anschließend konnte die Mannschaft nicht an den Erfolg anknüpfen und musste sich mit Plätzen im mittleren Tabellenbereich begnügen. 2005 kehrte er zum mittlerweile zweitklassig antretenden Stabæk Fotball zurück, der mit Jan Jönsson einen schwedischen Trainer verpflichtet hatte. Nach dem Wiederaufstieg in die Tippeligaen spielte er noch eine Spielzeit in Norwegen, ehe er nach Helsingborg zurückkehrte und bei den unterklassig antretenden Klubs Högaborgs BK und Torekovs IK seine Karriere ausklingen ließ.

### Sportchef bei Helsingborgs IF
2008 übernahm Jansson das Amt des Sportchefs bei Helsingborgs IF. Nach der Verpflichtung von Conny Karlsson als neuen Übungsleiter vor der Spielzeit 2010 wurde die Mannschaft Vizemeister und gewann den schwedischen Landespokal. In der folgenden Spielzeit dominierte der Verein den schwedischen Fußball, in dem neben dem Gewinn der Meisterschaft durch die Titelverteidigung im Pokal sowie den Gewinn des Supercupens das nationale Triple erreicht wurde.